# Musée cartographique
Le musée cartographique ou musée cartographique de la ville de Genève est un musée relatif à la cartographie actif à Genève en Suisse de 1907 à 1929.  
Les collections cartographiques de ce musée sont le résultat des recherches et de la collaboration d'Élisée Reclus et de son élève, Charles Perron,. Lorsque E. Reclus retourne à Paris en 1890, il confie sa "mappothèque" (collection de cartes) à Charles Perron, puis en fait don en 1893 à la Ville de Genève. En 1904, C. Perron devient conservateur de ce dépôt cartographique, puis, en 1907, fonde le musée cartographique, soit 2 ans après la mort de Reclus. Ce musée était situé dans les bâtiments de la Bibliothèque de Genève.

## Archives
Fonds du Musée cartographique de Genève (16e-20e siècles) [361 pièces, mappemondes, cartes et documents divers].  Cote : CH-000007-9 BGE Musée cartogr. 1 - 6. Genève : Bibliothèque de Genève (présentation en ligne).
Sous-fonds : Mappemondes (17e-20e siècles) [176 pièces, mappemondes]. Fonds : Musée cartographique; Cote : CH-000007-9 BGE Musée cartogr. 1/1 à 1/176. Genève : Bibliothèque de Genève (présentation en ligne).
Sous-fonds : Histoire du dessin cartographique (17e-20e siècles) [55 pièces, documents divers]. Fonds : Musée cartographique; Cote : CH-000007-9 BGE Musée cartogr. 2/1 à 2/55. Genève : Bibliothèque de Genève (présentation en ligne).
Sous-fonds : Cartes marines (17e-19e siècles) [30 pièces, cartes marines]. Fonds : Musée cartographique; Cote : CH-000007-9 BGE Musée cartogr. 3/1 à 3/30. Genève : Bibliothèque de Genève (présentation en ligne).
Sous-fonds : Cartes diverses (17e-19e siècles) [10 pièces, cartes]. Fonds : Musée cartographique; Cote : CH-000007-9 BGE Musée cartogr. 4/1 à 4/10. Genève : Bibliothèque de Genève (présentation en ligne).
Sous-fonds : Cartes de la Suisse (16e-20e siècles) [50 pièces, cartes]. Fonds : Musée cartographique; Cote : CH-000007-9 BGE Musée cartogr. 5/1 à 5/50. Genève : Bibliothèque de Genève (présentation en ligne).
Sous-fonds : Cartes du canton et de la Ville de Genève (18e-19e siècles) [40 pièces, cartes]. Fonds : Musée cartographique; Cote : CH-000007-9 BGE Musée cartogr. 6/1 à 6/40. Genève : Bibliothèque de Genève (présentation en ligne).